# Chionaema lobbichleri
Chionaema lobbichleri là một loài bướm đêm thuộc phân họ Arctiinae, họ Erebidae.